# Hemipristis elongata
Espèce
Synonymes
- Hemipristis elongatus

Répartition géographique
Statut de conservation UICN

 VU A2bd+3bd+4bd : Vulnérable
Hemipristis elongata est une espèce de requins de la famille des Hemigaleidae découverte en 1871 par Klunzinger. C'est un requin pouvant être dangereux pour l'Homme.

## Description

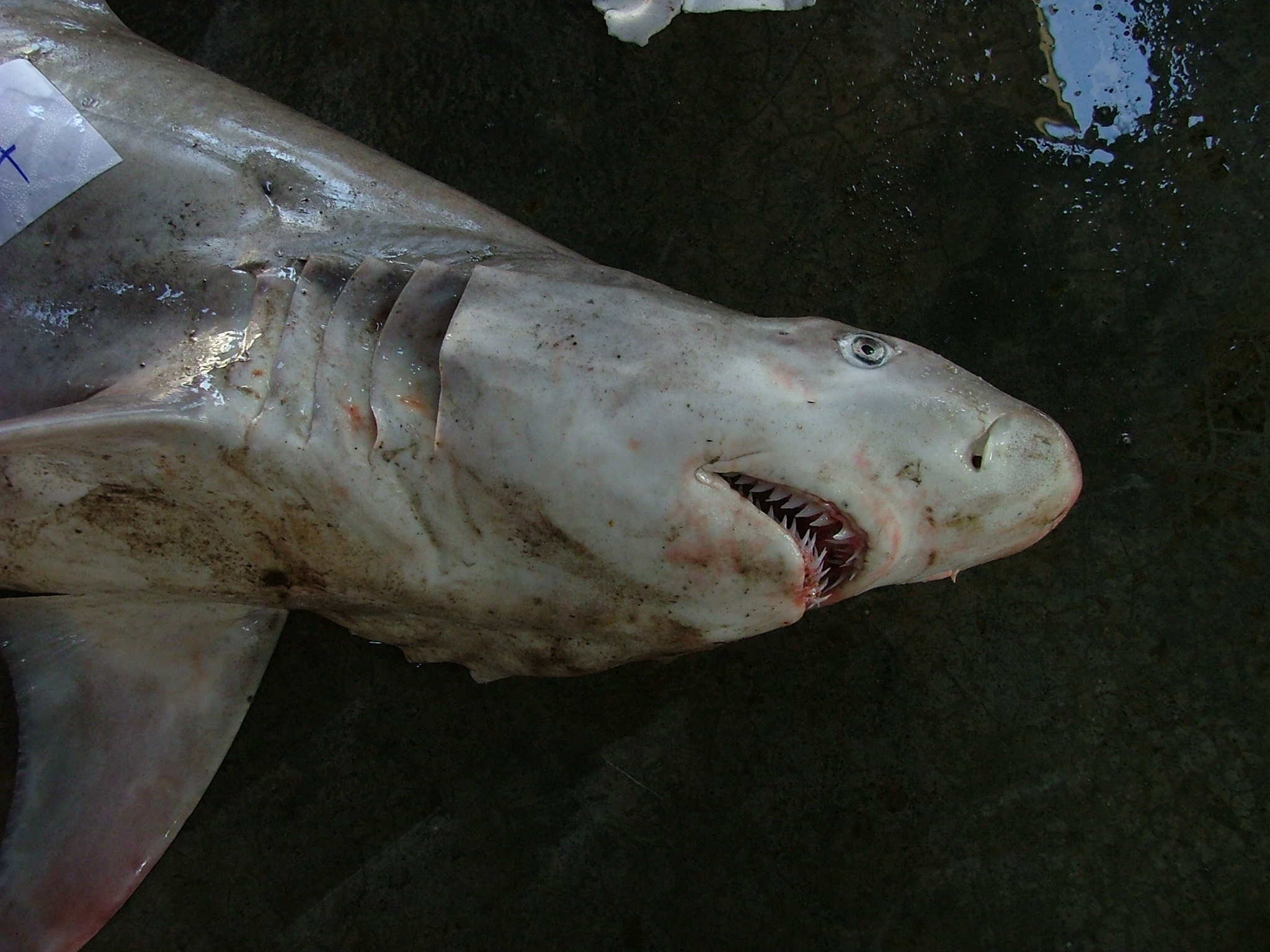
Hemipristi elongata

Cette espèce peut atteindre 2 m de long. 

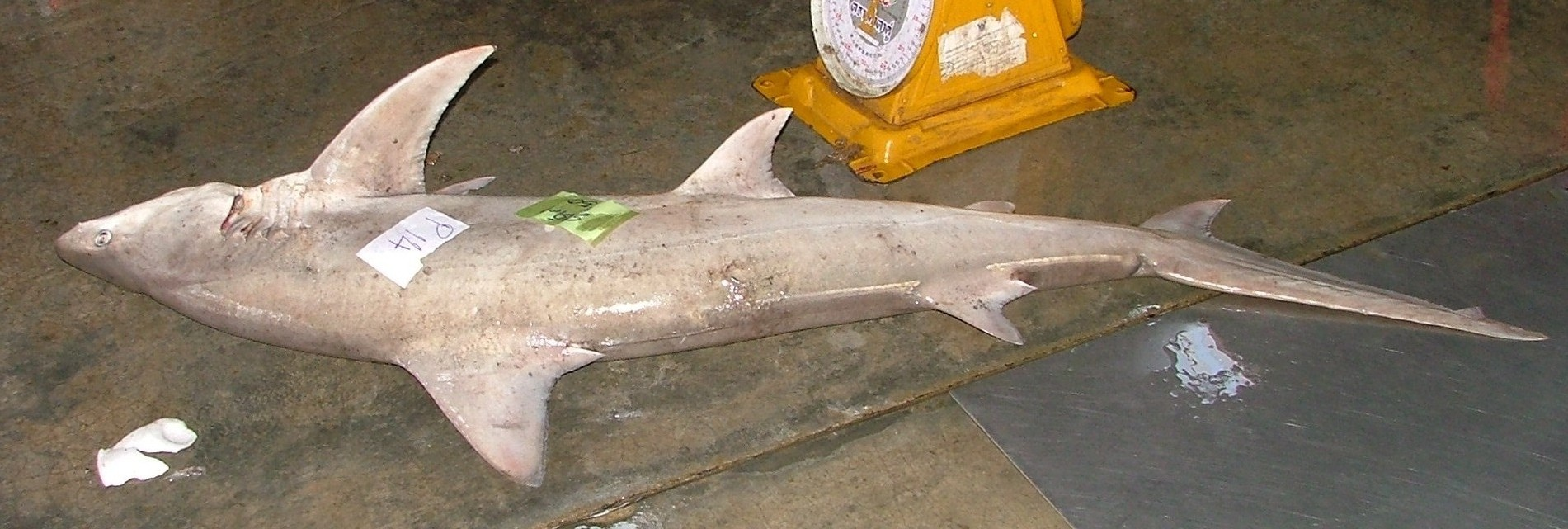
Hemipristi elongata, port de Phuket, Thaïlande

Son corps est élancé et allongé, ses nageoires sont pointue.

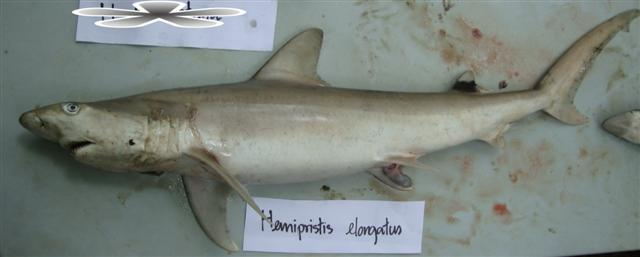
Port de Ranong, Thaïlande

## Reproduction
Hemipristis elongata est vivipare. La maturité sexuelle est atteinte à 120 cm chez les deux sexes. 

## Répartition et habitat
On rencontre cette espèce de la Chine jusqu'en Afrique du Sud. Il vit jusqu'à -120 m.